# ベニクラゲ
ベニクラゲ類 (Turritopsis spp.) はヒドロ虫綱に属する、いわゆるクラゲの一グループである。日本には少なくとも未記載種を含め3種が生息すると考えられている。雌雄が性的に成熟した（有性生殖が可能な）個体がポリプ期へ退行可能という特徴的な生活環を持つことで、「不老不死のクラゲ」として知られる。世界中の温帯から熱帯にかけての海域に分布する。

## 特徴
ベニクラゲ類は直径 4-10 mm程度の小さなクラゲである。透けて見える消化器が赤色である種もいる。ベニクラゲ類の形状はベル型で、傘の直径と高さはほぼ等しい。外傘や中膠は均一で薄い。胃は明るい赤色、あるいは黄色で大きく、横断面は十字型である。若い個体は外縁に沿ってわずかに8本の触手を持つが、成熟したものは 最多で数百本の触手を備える。触手の内側に眼点があり、これも鮮やかな赤である。
2014年9月に久保田信が出版した「魅惑的な暖海のクラゲたち」で、和歌山県白浜町や鹿児島県に分布する未記載種 (Turritopsis sp.) に和名ニホンベニクラゲという新称が提唱されている。

## 生活環
受精卵は口柄上で保育されて発生する種もあり、プラヌラ幼生となる。幼生は基物に着生して群体性のポリプを形成する。ポリプは基質上にヒドロ根を広げ、まばらにヒドロ茎を立てる。その先端にはヒドロ花がつく。ヒドロ花は円筒形で、その側面に多数の触手が散在する。
ポリプに形成されたクラゲ芽は幼クラゲとして離脱する。幼クラゲは数週間ほどで成熟する。成熟に要する期間は水温に依存し、種によって異なるが、20℃ では 25-30 日、22℃ では 18-22 日ほどである。

## 「不老不死」
他のクラゲは有性生殖の後に死ぬが、前述の通り、ベニクラゲ類は再びポリプへと戻ることができる。成熟個体は触手の収縮や外傘の反転、サイズの縮小などを経て再び基物に付着、ポリプとなる。生活環を逆回転させるこの能力は動物界では大変稀であり、これによりベニクラゲ類は個体としての寿命による死を免れている。当然ながら、個々のベニクラゲは食物連鎖において常に捕食される可能性があり、本種の全ての個体が死を免れている（永遠に生き続ける）ということを意味するものではない。
有性生殖能を獲得するまでに発生が進んだ個体（クラゲ類ではクラゲ）が未成熟の状態（クラゲ類ではポリプ）に戻る例は、後生動物としては本種と軟クラゲ目のヤワラクラゲ (Laodicea undulata) でのみ報告されている。動物におけるこのような細胞の再分化は分化転換 (transdifferentiation) と呼ばれる。論理的にはこの過程に制限はなく、これらのクラゲは通常の発生と分化転換を繰り返すことで個体が無限の寿命を持ち得ると予想されている。そのため、「不老不死（のクラゲ）」と称される場合もある。ただしこれは、老化現象が起こらないわけではなく若い状態に戻るだけなので、より厳密にいえば若返りである。ちなみに腔腸動物でポリプに老化現象や寿命が認められないことは珍しくなく、むしろ大多数の種で老化や寿命はないであろうと思われている。
この現象は地中海産のチチュウカイベニクラゲ（T. dohrnii）で発見され、1991年に学会発表されてセンセーションを起こした。その後各地で追試されたが、地中海産のものでしかこの現象は見られなかった。しかし、鹿児島湾で採集された個体も同様の能力を持つことが2001年にかごしま水族館で確認された。
2011年の若返り回数の世界記録は、京都大学瀬戸臨海実験所の久保田信准教授による9回であったが、その後2012年12月15日発売の雑誌で久保田信准教授は「10回も若返らせることに成功した」と発表した。
さらに、久保田信准教授は、公益財団法人かずさDNA研究所との共同研究により世界で初めて次世代シークエンサーを用いた分子生物学的解析の論文を2016年に公表した。その論文では、クラゲを針で突いて人為的に若返らせて、4つのステージ：(I)クラゲ未成熟個体、(II)針で突いて団子状態になったもの、(III)団子状態から根を生やし始めたもの、(IV) 若返ったばかりのポリプ、を用意して、それぞれのステージからメッセンジャーRNA (mRNA) を全て抽出し、次世代シークエンサーを用いて配列を解析している。取得した配列断片を解析した結果、各ステージで特異的に発現する遺伝子や機能遺伝子群の推定に成功し、クラゲ個体では他のステージと比べて多くの種類の遺伝子が多岐に発現していること、ポリプへの若返りの途中過程では、異化、二次代謝、触媒活性、DNA結合などの機能を持つ遺伝子が多く発現していることなどが判明した。若返りのしくみを解明するための基礎的な情報となると期待できる。

### その影響
このようなベニクラゲ類の特徴はマスコミにも取り上げられた。NHKでは1998年に「海・第七集 眠る巨大資源」で取り上げた（このころは日本でのよみがえりはまだ確認されていなかったためイタリアで取材したという）。
また、2003年に放送されたテレビドラマ『14ヶ月〜妻が子供に還っていく〜』（読売テレビ）でも、作中においてこのクラゲの研究から作られたという設定の若返り薬が登場した。このドラマを制作したホリプロは、日本におけるこの類の専門家である久保田信（京都大学瀬戸臨海実験所）に取材し、彼が作品中に登場するシーンも作られた。
2015年9月下旬に平凡社から「クラゲ大図鑑」が出版され、そこで久保田はベニクラゲの最新のまとめをコラムで示している。
田中光二は自分の作品に関して久保田に取材をし、その後『南紀白浜 磯釣り殺人事件』（実業之日本社）では久保田及び大学院生をモデルにした人物が登場し、ベニクラゲ類について語るシーンが入ることとなったと久保田信自身は述べている。久保田はこのクラゲの研究から老化に関する大きな発見がある可能性を語り、「若返り薬」の夢についても語り、『ベニクラゲ音頭』を歌っている。
また久保田は、ベニクラゲ類に関する小説も執筆し「若返り」を有料で、上町成慈のペンネームで著した「教授のベニクラゲ」を無料で公開し、ベニクラゲ類についての知識を世に広めるべく尽力している。